# Dybowo (Ełk)
Pour les articles homonymes, voir Dybowo.
Dybowo est un village polonais de la gmina de Prostki, dans le powiat d'Ełk, voïvodie de Varmie-Mazurie, au nord-est du pays.
Il est situé à environ 18 km au sud d'Ełk et à 119 km à l'est de la capitale régionale Olsztyn.
Sa population s'élève à 110 habitants.[source insuffisante]